# Норвежская школа менеджмента

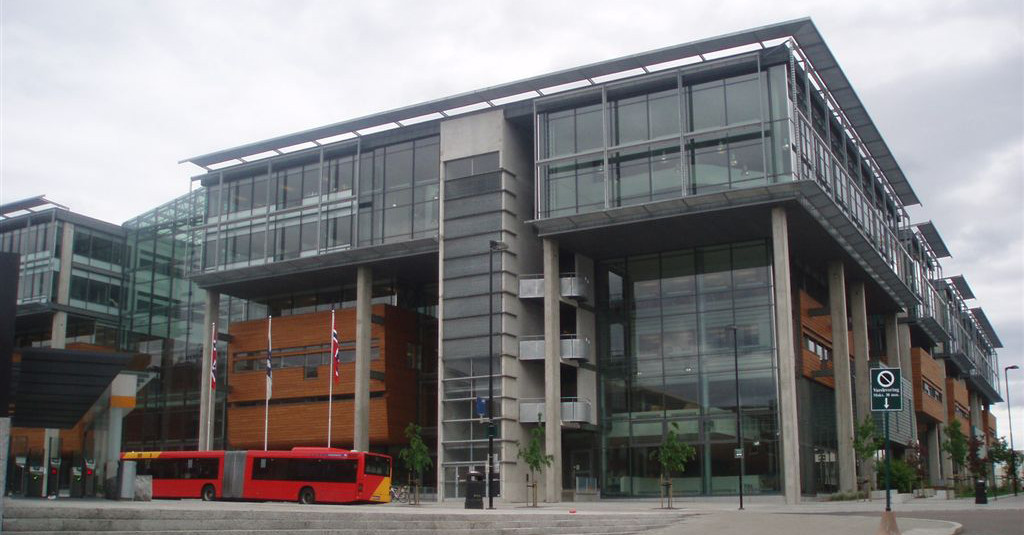
BI Norwegian School of Management (Oslo)

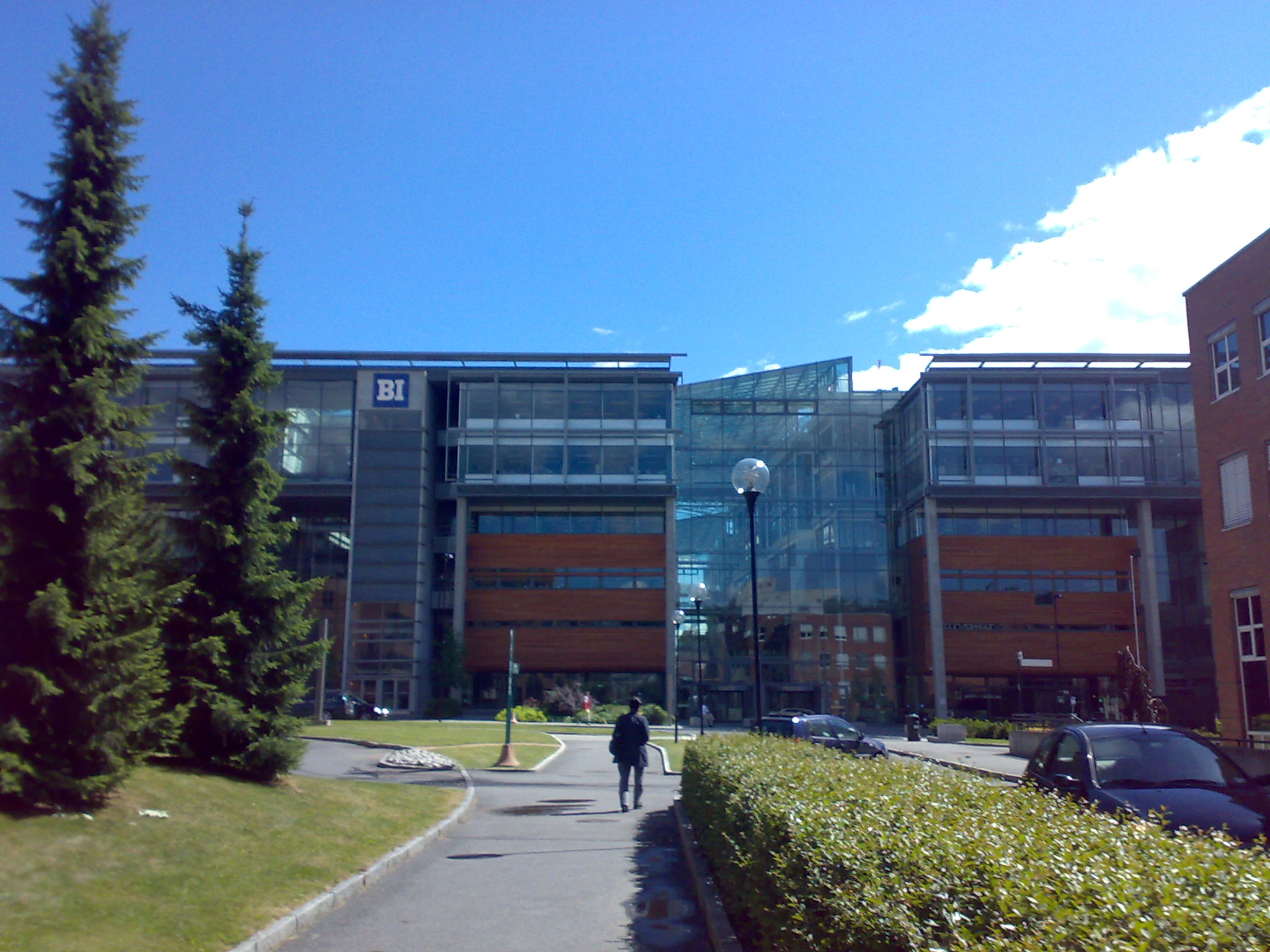

Норвежская Школа Бизнеса BI (норв. Handelshøyskolen BI) — крупнейшая бизнес-школа в Норвегии и вторая по величине в Европе. BI имеет в общей сложности 4 кампуса, главный из которых расположен в Осло.

## Происхождение
Finn Øien основал Норвежскую Школу Бизнеса BI 1943 году как «Институт управления» (норв. Bedriftøkonomisk Institut), отсюда аббревиатура BI. Нынешним президентом является профессор Inge Jan Henjesand. Список бывших президентов включает такие имена как Йорген Рандерс, соавтор Club of Rome Report Limits to Growth; Peter Lorange, бывший президент IMD в Лозанне (Швейцария); Leif Frode Onarheim, бывший член Норвежского Парламента и текущий CEO норвежского гиганта в рыборазводной индустрии Marine Harvest.
С 2010 года школа имеет 19,931 студентов. Это включает в себя 9,567 студентов дневного отделения. Есть 752 сотрудника, из которых 370 академических и 382 административных. Есть также 674 временных преподавателей.
BI предлагает полный набор бакалаврских, магистерских и докторских программ, а также образования для руководителей и индивидуальные программы для бизнеса. Языки преподавания: английский и норвежский (большинство бакалаврских программ и программы для локального бизнеса).
BI имеет примерно 1500 студентов в Китае из-за своей тесной связи с Фуданьским университетом, а также является основным акционером ISM University of Management and Economics с около 2000 студентами, расположенными в Вильнюсе и Каунасе в Литве.
В школе есть две студенческих организации, одна в главном кампусе в Осло и одна для других городов. Студенческая организация в Осло называется «Studentforeningen ved Handelshøyskolen BI i Oslo» (SBIO) что в переводе «Студенческая организация в BI в Осло». Другая называется "BI Studentsamfunn (BIS): «Студенческое сообщество BI».
Основной кампус в Nydalen (Осло) построен в современном стиле и был разработан дизайнером Niels Torp, который также спроектировал знаменитый норвежский аэропорт Гардермуэн.

## Кампусы в Норвегии
- BI Осло
- BI Берген
- BI Ставангер
- BI Тронхайм

## Учебные программы
Бакалаврские (undergraduate):
- Бухгалтерский учет
- Бизнес и экономика
- Делового администрирования (на английском языке)
- Делового администрирования (на норвежском языке)
- Управления розничной торговлей
- Культуры и администрации
- Предпринимательское право
- Бизнес и ИТ-управление
- Бизнес и журналистики
- Агентство недвижимости
- Предпринимательство
- Финансы
- Международный маркетинг
- Маркетинг
- Рыночные коммуникации
- PR и коммуникации
- Туризм

Постдипломные (доступно только в Осло, и все на английском языке, кроме магистра в области профессиональной бухгалтерии)
- Магистр в области лидерства и организационной психологии
- Магистр в области бизнеса и экономики
- Магистр в области стратегического управления маркетингом
- Магистр в области инноваций и предпринимательства
- Магистр международного менеджмента
- Магистр в области финансовой экономики
- Магистр в политической экономии
- Магистр в профессиональной бухгалтерии
- Executive MBA (EMBA общего менеджмента в сотрудничестве с Nanyang Business School (Nanyang Technological University) в Сингапуре, Instituto de Empresa в Мадриде и факультетом из Haas School of Business (Калифорнийский университет в Беркли), США)
- EMBA в Управлении Энергетикой (в сотрудничестве с Nanyang Business School (Nanyang Technological University) в Сингапуре и IFP в Париже)
- EMBA в Перевозках, Оффшорных операциях и Финансах в сотрудничестве с Nanyang Business School (Nanyang Technological University) в Сингапуре
- Executive Master в Управлении Энергетикой (в сотрудничестве с ESCP-EAP в Париже и IFP)
- Part-time MBA в Китае (в сотрудничестве с Fudan University в Шанхае)
- Магистрерские программы в управлении Международным менеджментом, Коммерческими проектами и Проектным лидерством
- Докторские программы (PhD)

## Аккредитации качества
- EQUIS аккредитация
  - BI был первым норвежским учреждением, который получил отличие EQUIS (Европейская система улучшения качества)
- NOKUT аккредитация
  - BI аккредитован в качестве специализированного университета Норвежским агентством по обеспечению качества в образовании
- награда EDUNIVERSAL
  - BI получила награду Eduniversal как одна из 35 самых влиятельных международных бизнес-школ Европы